# Gladys Bentley
Gladys Bentley   (Filadèlfia, 12 d'agost de 1907 - Los Angeles, 18 de gener de 1960) va ser una cantant, pianista i artista de blues nord-americana que va pertànyer al moviment cultural afroamericà conegut com a Harlem Renaissance.

## Biografia
Bentley va néixer a Filadèlfia, Pennsilvània, filla del nord-americà George L. Bentley i la seva esposa, Mary Mote, natural de Trinitat.
En la dècada dels anys vint va debutar en un dels locals més coneguts de l'ambient gai d'Harlem, anomenat "Clam House", que com altres locals venia alcohol violant la Llei Seca. Aquests locals eren coneguts com a speakeasy (speakeasies, en plural). En els anys trenta actuava, amb els seus 130 quilos i vestint esmòquing blanc i barret de copa), al costat d'un cor de transvestits. Cantava lletres escabroses amb música de cançons populars, mentre coquetejava amb les dones del públic. De vegades es presentava amb el nom de Bobby Minton.
Amb la fi de la Llei Seca, que va provocar el tancament de molts locals speakeasy, es va traslladar al sud de Califòrnia. Va ser sovint objecte de fustigació per portar roba d'home. Ella declarava haver-se casat amb una dona blanca a Atlantic City.
Bentley, que es va declarar lesbiana des dels inicis de la seva carrera, a l'Era McCarthy va començar a posar-se vestits i va estudiar per ser predicadora, declarant haver estat "guarida" amb hormones femenines.
Va morir, amb 52 anys, de pneumònia, l'any 1960.